# Siranap
Siranap is een bestuurslaag in het regentschap Padang Lawas Utara van de provincie Noord-Sumatra, Indonesië. Siranap telt 201 inwoners (volkstelling 2010).